# Len Jackson (Radsportler)
Leonard „Len“ Jackson (* unbekannt, in Oldham) ist ein ehemaliger britischer Radrennfahrer und nationaler Meister im Radsport.

## Sportliche Laufbahn
Jackson war der Standardpartner im Tandemrennen von Alan Bannister. Beide gewannen die nationale Meisterschaft im Tandemrennen von 1949 bis 1951. 1954 wurde er Berufsfahrer. Er startete im Rennen der UCI-Straßen-Weltmeisterschaften 1954 der Profis, schied jedoch aus. Mehrfach fuhr er das Sechstagerennen in London.